# Qualitätstechnik QII
Qualitätstechnik QII nennt man im Qualitätsmanagement eine Qualitätstechnik, die unter anderem zur Reduzierung der Fehlerkosten führen kann. Neben den Qualitätsmethoden der Sieben Qualitätswerkzeuge (Q7) und der Sieben Managementwerkzeuge (M7) gibt es die Qualitätstechnik QII.

## Qualitätstechnik QII
Die statistischen Methoden des Qualitätsmanagements (QII) sind Qualitätstechniken, die über die statistischen Grundmethoden hinaus Messergebnisse analysieren und bewerten, Ursache-Wirkungszusammenhänge erkennen und damit Maßnahmen zur Verbesserung der Prozesse und zur Steigerung der Produktzuverlässigkeit ableiten. Mit diesen Techniken ist der Anwender in der Lage, aus einem breiten Spektrum von Methoden der statistischen Versuchsplanung, die für die Qualitätsoptimierung geeigneten auszuwählen und anzuwenden.

### Historie der statistischen Qualitätssicherung
Statistik ist die Basis des heutigen qualitätsmethodischen Denkens und Handelns. Es waren insbesondere der Erste als auch später der Zweite Weltkrieg, die zum Einsatz wissenschaftlich fundierter Methoden der Statistik im Rahmen der Qualitätssicherung führten.
In Deutschland gab es bereits zu Beginn des 20. Jahrhunderts Versuche die statistischen Methoden in der deutschen Industrie zu etablieren. So erschien unter anderem 1927 das Werk "Anwendungen der mathematischen Statistik auf Probleme der Massenfabrikation", das allerdings in der Industrie keine große Beachtung fand. Daneben war es der Leiter der Versuchsanstalt der Rheinischen Stahlwerke in Düsseldorf, Dr. Karl Daeves, der sich als Vorreiter mit dem Einsatz von statistischen Methoden in der Industrie beschäftigte. Bereits im Jahr 1922 hatte er nach Experimenten zur Häufigkeitsverteilung beim Eisenguss, ein Werk zur Methode der "Großzahlforschung" veröffentlicht. Weitere Veröffentlichungen folgten im Jahre 1948. Infolge der beeindruckenden Ergebnisse wurde im "Verein Deutscher Eisenhüttenleute" (VDEh) eine Abteilung Technische Statistik geschaffen.
In den USA versuchte Walter Shewart, ein Physiker der Bell Telephone Company, statistische Verfahren in der US-amerikanischen Industrie erfolgreich zu etablieren. Sein grundlegendes Werk "Economic Control of Quality of Manufactured Product" erschien 1931, aber seine Erkenntnisse gehen auf das Jahr 1924 zurück. Auch die US-amerikanische Industrie war von Statistik nicht sehr angetan, aber die militärischen Beschaffungsstellen der US Army waren von der Erkenntnisse Shewarts überzeugt. Shewart trug die Mittelwerte und Spannweiten von Stichproben aus einem laufenden Produktionsprozess in chronologischer Reihenfolge graphisch in ein Formblatt ein. Das war der Beginn seiner "Control Chart" (zu Deutsch "Qualitätsregelkarte"). Mit Ausbruch des Zweiten Weltkriegs wurde die Rüstungsindustrie zur Einführung der Qualitätsregelkarte gezwungen. Die Rüstungsindustrie wiederum forderte von den Zulieferbetrieben den Einsatz der Qualitätsregelkarte, was zur Verbreitung in der amerikanischen Industrie führte. Der Grund für den Erfolg der Qualitätsregelkarte lag neben der Verbreitung vor allem darin, dass mit dieser statistischen Methode bereits der Trend zum Entstehen eines Fehlers in einem laufenden Fertigungsprozess zu erkennen ist, was ein rechtzeitiges Gegensteuern im Sinne der Qualitätssicherung, erlaubt.

## Methoden der statistischen Qualitätstechnik QII
Die nachfolgend aufgezählten statistischen Methoden des Qualitätsmanagements erheben keinen Anspruch auf Vollständigkeit, sondern sind die am häufigsten angewendeten Methoden.
- Qualitätsplanung: Quality Function Deployment (QFD)
- Produktrealisierung: Statistische Lieferantenbewertung im Sinne einer Wareneingangs- oder Warenausgangsprüfung nach DIN ISO 2859 und 3951, Prozessregelung mit Qualitätsregelkarten
- Qualitätsauswertung: Maschinen- und Prozessfähigkeitsuntersuchung
- Qualitätsverbesserung: Fehlermöglichkeits- und Einflussanalyse (FMEA), statistische Versuchsplanung (Design of Experiments)